# 平沢達矢
平沢 達矢（ひらさわ たつや、1981年〈昭和56年〉 - ）は、日本の古生物学者、進化発生学者。東京大学大学院理学系研究科准教授。

## 来歴
1981年、東京都中野区で生まれる。東京大学理学部生物学科と迷ったが、藻谷亮介のアドバイスにより地学科に進学した。卒業研究のテーマは陸中層群小本層（下部白亜系）の地質調査および植物化石の分類。学部3年の時から古脊椎動物学会（Society of Vertebrate Paleontology）に出席し、研究動向の情報収集をするとともに、研究者の人脈を作った。それらを活かし、Jurassic Foundationの研究資金を得て、大学院からは、ロイヤル・ティレル古生物学博物館やアメリカ自然史博物館などの化石標本を用いて、もともとやりたかった恐竜の進化の研究を開始した。博士研究のテーマは獣脚類恐竜の胸郭の解剖学と呼吸系の進化であり、在学中の研究活動が評価されて理学系研究科研究奨励賞を受賞した。また、博士課程在学中に、日本モンゴル共同古生物学調査に志願し、モンゴル・ゴビ砂漠での化石発掘に携わった。
学位取得後（2010年）、理化学研究所基礎科学特別研究員の職を得て、理化学研究所発生・再生科学総合研究センター形態進化研究グループ（倉谷滋研究室）で進化発生学の研究を開始した。理化学研究所では、横隔膜の進化的起源やカメのボディプラン進化などの研究を進めた。基礎科学特別研究員の任期終了後は研究員として採用された。デボン紀の化石脊椎動物パレオスポンディルスの研究を開始したのもこの時期であり、後にその成果はネイチャー誌に掲載される。2020年4月に東京大学大学院理学系研究科地球惑星科学専攻准教授に着任した。2025年4月から始まった文部科学省科研費学術変革領域研究(B)「進化可能性変動史」の領域代表を務める。

## 研究業績

### 主な原著論文
- Uno Y, Hirasawa T. (2023). “Origin of the propatagium in non-avian dinosaurs”. Zoological Letters 9:  4.
- Hirasawa T, Kuratani S. (2023). “Reply to: Palaeospondylus and the early evolution of gnathostomes”. Nature 620:  E23-E24.
- Hirasawa T, Hu Y, Uesugi K, Hoshino M, Manabe M, Kuratani S. (2022). “Morphology of Palaeospondylus shows affinity to tetrapod ancestors.”. Nature 606:  109-112.
- Hirasawa T, Fujimoto S, Kuratani S. (2016). “Expansion of the neck reconstituted the shoulder-diaphragm in amniote evolution.”. Development, Growth & Differentiation 58:  143-153.
- Hirasawa T, Nagashima H, Kuratani S. (2013). “The endoskeletal origin of the turtle carapace.”. Nature Communications 4:  2107.
- Hirasawa T, Kuratani S. (2013). “A new scenario of the evolutionary derivation of the mammalian diaphragm from shoulder muscles.”. Journal of Anatomy 222:  504-517.
- Hirasawa T (2009). “The ligamental scar in the costovertebral articulation of the tyrannosaurid dinosaurs.”. Acta Palaeontologica Polonica 54:  49-59.

### 主な総説論文
- Hirasawa T, Kuratani S. (2018). “Evolution of the muscular system in tetrapod limbs.”. Zoological Letters 4:  27.
- Hirasawa T, Kuratani S. (2015). “Evolution of the vertebrate skeleton: morphology, embryology, and development.”. Zoological Letters 1:  2.

### 主な解説記事
- Kuratani S, Hirasawa T. (2016). “Palaeontology: Getting the measure of a monster.”. Nature 532:  447-448.

### 主な受賞
- 理化学研究所 梅峰賞（2024年）[11]
- 日本古生物学会 学術賞（2023年）[12]
- 日本進化学会 研究奨励賞（2015年）[13]
- 東京大学大学院理学系研究科 研究奨励賞（2010年）[2]
- Society of Vertebrate Paleontology, Edwin H. and Margaret M. Colbert Award （2008年）[14]

## 著作

### 分担執筆
- 『恐竜学』東京大学出版会、2025年4月25日。ISBN 978-4130602600。[15]
- 『古生物学の百科事典』丸善出版、2023年2月1日。ISBN 978-4621307588。[15]
- 『学研の図鑑LIVE 恐竜 新版』学研プラス、2022年6月23日。ISBN 978-4052051845。[15]
- 『動物学の百科事典』丸善出版、2018年9月28日。ISBN 978-4621303092。[15]
- 『広辞苑 第七版』岩波書店、2018年1月12日。ISBN 978-4000801317。[15]
- 『手の百科事典』朝倉書店、2017年7月3日。ISBN 978-4254102673。[15]
- 『進化の謎をゲノムで解く』学研メディカル秀潤社、2015年8月28日。ISBN 978-4780909227。[15]

### 監修
- 『恐竜学検定公式ガイドブック 初級・中級』Gakken、2024年7月25日。ISBN 978-4052060052。[15]
- 『あつまれ どうぶつの森 島の生きもの図鑑 (講談社の動く図鑑MOVE)』講談社、2022年7月29日。ISBN 978-4065273289。[15]

### 翻訳
- 『恐竜学 進化と絶滅の謎 (The Evolution and Extinction of the Dinosaurs, 2nd Edition, Cambridge University Press)』丸善出版、2006年7月26日。ISBN 978-4621077344。[15]

## 出演

### テレビ番組
- 『NHKスペシャル』（2025年3月2日、NHK 総合）[16]
- 『サイエンスZERO』（2024年5月5日、NHK Eテレ）[17]
- 『ヒューマ二エンス』（2021年6月10日、NHK BSプレミアム）[18]

### 雑誌
- 『BRUTUS』（2023年7月15日号）[19]
- 『UOMO』（2023年2・3月号）[20] （2025年6月号）[21]
- 『Nature ダイジェスト』（2022年10月号）[22]
- 『ヘイルメリーマガジン』（2020年10月号、2021年5月号、2024年8月号）